# Trosemi
Trosemi is een bestuurslaag in het regentschap Sukoharjo van de provincie Midden-Java, Indonesië. Trosemi telt 2513 inwoners (volkstelling 2010).